# هولمز والسلاح السري (فلم 1942)
هولمز والسلاح السري  (بالإنجليزية: Sherlock Holmes and the Secret Weapon) فيلم غموض من سلسلة أفلام شرلوك هولمز، تم عرضه عام 1942 مقتبس عن رواية شرلوك هولمز من تأليف آرثر كونان دويل ومن بطولة بازل راثبون.

## مقالات ذات صلة
- شرلوك هولمز

## روابط خارجية
- مقالات تستعمل روابط فنية بلا صلة مع ويكي بيانات